# フランソワ・ダルラン
ジャン・ルイ・グザヴィエ・フランソワ・ダルラン（仏: Jean Louis Xavier François Darlan、1881年8月7日 - 1942年12月24日）は、フランスの海軍軍人、政治家。最終階級は海軍元帥（amiral de la flotte）。第二次世界大戦中はヴィシー政権高官であった。

## 前半生
ダルランはロット＝エ＝ガロンヌのネラックで生まれ、1902年にブレスト海軍兵学校を卒業、第一次世界大戦時には砲兵中隊を指揮した。戦後、ダルランはフランス海軍に残り、1929年11月18日に少将(contre-amiral)、1932年12月4日に中将(vice-amiral)に進級した。1934年にブレストに司令部を置く大西洋艦隊(l'escadre de l'Atlantique)司令長官に就任、在任中の1936年には大将(vice-amiral commandant d'escadre)、そして1937年1月1日に上級大将(vice-amiral chef d'état-major général de la marine)に進級、同時に軍令部総長に任命された。1939年6月24日には彼のために特に新設された海軍元帥(amiral de la flotte) に進級、全フランス海軍の指揮を与えられた。

## ヴィシー政府
1940年6月、パリがドイツ軍により占領された時、ダルランは国家元首兼首相のフィリップ・ペタン元帥を支えた人々の一人だった。ペタンはその行動に報いるためにダルランに海軍大臣のポストを与えた。ダルランは素早く、フランス艦隊の大部分の艦艇をフランス領北アフリカへ移動させた。イギリスはフランス艦隊がドイツ軍の手中に納まることを恐れ、7月3日、メルセルケビール海戦においてフランス海軍を攻撃、フランス海軍は約1,300名の犠牲者を出し、艦隊は撃破されたが損害は旧式戦艦1隻のみであった。12月13日に副首相ピエール・ラヴァルがペタンによって解任されると、ドイツ側からラヴァルの復帰要求が出された。ペタンは復帰については拒否し、強要されるのであれば辞職すると発言し、ダルランも同調するとした。ドイツはラヴァルの復帰は断念したものの、後継副首相にダルランを指名するよう要求した。
1941年2月9日 副首相ピエール＝エティエンヌ・フランダンが辞職し、ダルランが新たな副首相となった。彼は内務、国防、外務大臣を兼任、実質上の政府首班となったが1942年1月、さらに他のポストをも支配、4月17日にはフランス陸海空軍の司令官に任命された。ダルランは「ラヴァルに卵をくれというと卵しかくれなかったが、ダルランはニワトリをくれた」と言われるほど好意的な対独協力を行った。5月11日にはヒトラーと会談を行い、パリ議定書締結などを通じてヴィシー・フランスとナチス・ドイツとの政治同盟を促進した。しかし、ドイツ政府はダルランが日和見主義であり、「従順な忠義を装っている」と疑うようになった。1942年4月、ペタンはさらなる対独協力姿勢を見せる必要があるとしてダルランを解任、ラヴァルを首相とした。ただ、ダルランはフランス軍の司令官、海軍大臣の地位は保持した。

## 1942年11月8日
連合軍がトーチ作戦を発動する前日の1942年11月7日、ダルランはポリオの激しい発作のために入院していた息子を訪ねるためにアルジェへ移動した。この時ダルランはアルジェリアの抵抗組織と連合軍のマーク・W・クラーク将軍（アメリカ軍）との間にイギリス首相ウィンストン・チャーチルの手引きで10月23日、秘密協定が結ばれたことを知らなかった。同日アメリカの参事官から上陸作戦がせまっていることを知らされたダルランは、ペタンに指示を求めた。ペタンからは「貴殿を全面的に信頼する」という電報があり、ダルランはこれを連合国との交渉承認であると解釈した。
11月8日正午少し過ぎに、十分な武装を持たない400名のフランス人抵抗組織がシディ・フェルークの沿岸砲とアルジェのヴィシー・フランス第XIX軍団を攻撃した。凡そ15時間後、抵抗組織は両方の部隊の武装解除に成功した。その後ジョゼ・アブルケル、アンリ・ダスティエ・デ・ラ・ヴィジョリ、そしてジェルマン・ジュス大佐の指揮下で反政府勢力は暗闇の中、総督府、県、参謀本部、電話交換局、兵舎、警察本部などのアルジェの重要拠点を占領、ヴィシー政府の軍隊、市当局の要員らを逮捕した。ダルランは午後7時にアメリカ軍と停戦協定を結び、アルジェの軍司令官ジュアン将軍も従った。
11月9日にダルランはペタンに再度電報を送り、休戦条件についての諒解を得た。11月10日にダルランは北アフリカ全域に休戦を命じた。オランでは11月10日に、モロッコでは11月11日に停戦が実現した。ペタンは公式には北アフリカのヴィシー軍に抵抗を命じていたが、ダルランには秘密電報でドイツ側に対する時間稼ぎであると連絡していた。しかしこの事がもとでヴィシー・フランスが治めていたフランス南部は「アントン作戦」によりドイツ軍に「侵略」された。アフリカにおける大部分のフランス軍はダルラン指揮下に納まったが、一部の部隊はチュニジアでドイツ軍に合流した。11月27日、ドイツ軍に接収される前にトゥーロンのフランス艦隊は自沈した。
11月13日にアイゼンハワーがアルジェに上陸し、ダルランとの間に協定を結んだ。この協定で北アフリカの行政権はダルランに、北アフリカヴィシー軍の軍事指揮権はアンリ・ジロー大将に与えられることになった。さらにダルランは「北アフリカにおけるフランス国家元首兼陸海軍総司令官」に就任したと宣言した。親独・反英と見られていたダルランとの協定にイギリスは反発し、あくまで一時的な措置であると確認しようとした。また、自由フランスのシャルル・ド・ゴールも反発し、ダルランを「フランス勢力結集の障害」であると語っていた。ダルランはヴィシー時代の対独協力はやむを得ないものであったと釈明し、トゥーロンの艦隊自沈はかつてのイギリスとの約束、ドイツに艦艇を引き渡さないことを守ったものだとした。12月20日には自由フランスの使者フランソワ・ダスティエ将軍がド・ゴールとの協力を呼びかけたが、ダルランは拒否し、ダスティエ将軍の退去を命じた。
1942年12月24日午後、20歳のフランス君主主義者フェルナン・ボニエ・ド・ラ・シャペルはアルジェのダルランの本部へ侵入、ダルランへ2回発砲した。ラ・シャペルはアンリ・ダスティエが率いる抵抗組織の一員であったとも言われるし、単独行動を取ったとも言われている。ダルランは数時間後に死亡、ダルランの地位は陸軍の将軍であるアンリ・ジローが受け継いだ。ラ・シャペルは12月26日、銃殺刑に処された。

## 背後関係
ラ・シャペルの単独犯行には数々の疑問が呈されている。
アンリ・ダスティエの子でフランソワ・ダスティエ将軍の甥に当たるジャン＝ベルナール・ダスティエ（Jean-Bernard  D'Astier de la Vigerie）は自著『誰がダルランを殺したか？』の中で、アンリ・ダスティエとパリ伯アンリが会談したことを記し、会談に同席したアンリ・ダスティエの妻ルイズはパリ伯が「ダルラン提督を排除せねばならない、彼を消さねばならない」と語るのを聞いたと述懐している。パリ伯自身はこの会談の存在を否定している。一方、ド・ゴールの側近で後に政敵となったジャック・スーステルは、アルジェのド・ゴール派とパリ伯によるダルラン退陣要求計画があったとしている。ジロー大将は事件後、「米国人たちは、ダルラン暗殺がド・ゴールのために協力した英諜報機関によるものだと確信していた。（中略）今ではパリ伯とド・ゴールの共謀があり、目的はパリ伯の復権にあったと確信している」と語り、当時はそのような見方がアメリカ側に抱かれていたことを証言している。ジローはド・ゴール派の関係者を数名逮捕したが、カサブランカ会談から帰国した後に「ダルラン暗殺事件の真相究明は英米に仏国内部の陰謀行為を示すことになり、英米の信頼を失うということにド・ゴールと合意した」語り、「調査の目的は果たされ、英米も満足している」として容疑者を全員釈放している。当時捜査に当たっていたアルベール＝ジャン・ヴォワチュリエ少佐（Albert-Jean Voituriez）はこの政治的決定に抗議して辞任し、1980年の著書で「パリ伯とド・ゴールを訴追できるだけの起訴理由が存在する」と語っている。
イギリスの歴史家、デイヴィッド・レイノルズは、著書の「In Command of History」において、戦中にロンドンを離れることがなかったイギリス秘密情報部（SIS）長官スチュワート・メンジーズが暗殺当時アルジェに滞在していたことを指摘し、ラ・シャペルとイギリス特殊作戦執行部（Special Operations Executive, SOE）が関係していたと推測している。アウステルリッツの戦いの戦勝記念祭の際に、アイゼンハワーに対して名誉中隊としてイギリス近衛機甲師団のグレナディアガーズとコールドストリームガーズ両連隊から200名を提供してくれるよう依頼していた。このことでダルランは尊大であるとして連合国に嫌われていたとしている。